# Grzegorz Olszański
Grzegorz Olszański (ur. 1973) – polski poeta i krytyk literacki, doktor habilitowany nauk humanistycznych, profesor Uniwersytetu Śląskiego w Katowicach. Dyrektor kierunków sztuka pisania, mediteranistyka, filologia klasyczna. Zastępca dyrektora Kolegium Indywidualnych Studiów Międzyobszarowych Uniwersytetu Śląskiego w Katowicach.

## Życiorys
Jest współtwórcą grupy poetyckiej Na Dziko. W 1999 roku wydał tomik poezji pt. Tamagotchi w pustym mieszkaniu za który otrzymał Nagrodę im. Kazimiery Iłłakowiczówny. W 2002 roku został stypendystą Polityki. W 2006 wydał książkę o poezji Ewy Lipskiej Śmierć udomowiona. W 2014 został nominowany do Wrocławskiej Nagrody Poetyckiej „Silesius” za tom Starzy nieznajomi. Jest krytykiem muzycznym w kwartalniku „Opcje”. W 2022 roku został jurorem Poznańskiej Nagrody Literackiej.

## Publikacje

### Poezja
- Recytacje z Pamięci (1995)
- Tamagotchi w pustym mieszkaniu, wyd. Zielona Sowa: Studium Literacko-Artystyczne przy Instytucie Filologii Polskiej Uniwersytetu Jagiellońskiego (1999)
- Sztuka Mięsa (2002)
- Kroniki filmowe (2006)
- Wolny wybór (2009)
- Starzy nieznajomi (2013)
- Biały album (WBPiCAK, Poznań 2017)

### Książki redagowane
- Fragmenty dyskursu żałobnego, Gdańsk: Słowo/obraz terytoria 2021 (współredaktorzy: Maciej Ganczar, Monika Ładoń)